# Frații Montgolfier
Frații Montgolfier se referă la Joseph-Michel Montgolfier (n. 26 august 1740 în Annonay lângă Lyon - d. 26 iunie 1810 în Balaruc-les-Bains) și Jacques-Étienne Montgolfier (n. 6 ianuarie 1745 în Annonay - d. 2 august 1799), fabricanți de hârtie, inovatori și inventatori francezi, cel mai cunoscuți în întreaga lume pentru că sunt primii realizatori ai zborului cu mașini mai ușoare decât aerul, inventatorii balonului cu aer cald, globe aérostatique, în limba franceză.
Cei doi au lansat și primul balon aeropurtat, condus de un pilot, în persoana lui Jacques-Étienne. Printre alte realizări importante, se pot menționa și pompa de apă hidraulică (inventată de Joseph-Michel), crearea primei școli profesionale de fabricanți de hârtie (Jacques-Étienne) și inventarea unui proces industrial de fabricare al hârtiei transparente.

## Ani timpuri
Frații Montgolfier, Joseph-Michel și Jacques-Étienne au făcut parte dintr-o familie de fabricanți de hârtie fondată în 1534 in Annonay, în Ardèche, Franța. Părinții lor fuseseră Pierre Montgolfier (1700–1793) și soția sa, Anne Duret (1701–1760). Cei doi au avut 16 copii. Pierre Montgolfier l-a lăsat pe primul său fiu, Raymond (1730–1772), ca succesor al afacerii de familie.
Joseph-Michel fusese cel de-al douăsprezecelea copil din cei 16, fiind adesea descris ca un visător ingenios, cu un „temperament tipic de inventator”, fiind totodată tare nepriceput în conducerea propriilor sale afaceri, dar și în conducerea unei companii, așa cum era cea a familiei Montgolfier. Étienne, al cincisprezecelea din 16, o fire pragmatică și cu calități clare de om de afaceri, a fost trimis la Paris ca să studieze arhitectura. După moartea subită a lui Raymond, Étienne a fost chemat acasă, renunțând la cariera de arhitect, pentru a conduce fabricarea hârtiei.
În anii ce vor urma, combinația dintre talentul de inventator și inovator al lui Étienne cu cea de pragmatic om de afaceri a lui Joseph-Michel, la care se adauga și solida lor pregătire academică, a condus la o expansiune a afacerilor familiei, o creștere importantă a profitabilității și a avansului tehnologic al companiei, care a devenit lider de tip high-tec al perioadei respective.

## Anii marilor realizări
Joseph-Michel și Jacques-Étienne Montgolfier au studiat științele naturale și arhitectura, aplicând multe din cunoștințele lor academice în propria lor fabrică de hârtie, cei doi fiind continuatorii unei tradiții vechi de peste două secole în familie. 
Pe la mijlocul anului 1770, Joseph-Michel este preocupat de aeronautică, făcând încercări de parașutism de pe acoperișul casei sale. Motivat de articolul lui Joseph Priestley (fizician, chimist, filozof și teolog american - 1733-1804) se preocupă de proprietățile gazelor, căutând un amestec de gaze mai ușor decât aerul. Experimentele cu vapori de apă eșuează. În decembrie 1782 întreprind în Annonay, locul lor de baștină, prima încercare cu un balon umplut cu lână, fân și aer încălzit, încercare încununată de succes. Frații ajung la concluzia că fumul este forța care contribuie la înălțarea aerostatului, din care cauză folosesc materiale care produc mult fum. La 5 mai 1783 îmbunătățesc peretele balonului, care va fi construit din in căptușit cu hârtie. Zborul, asistat de public, durează un timp de zece minute, atingând o înălțime de 1500 m.

## Zborul cu balonul

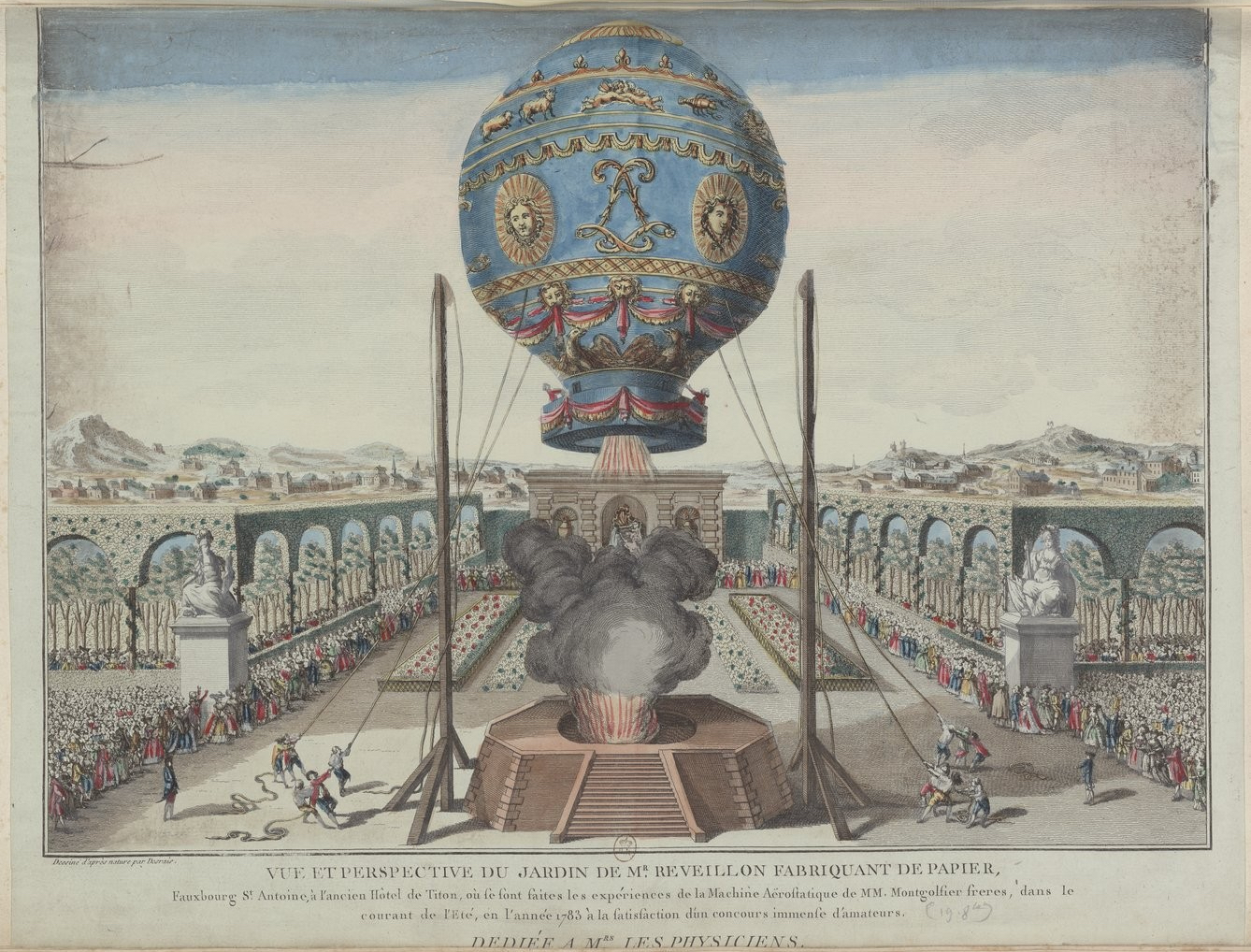
Balon cu aer cald al Fraților Montgolfier la 19 octombrie 1783

Regele Ludovic XVI invită frații pentru o prezentare a zborului cu balonul la Paris, însărcinând în același timp cu studiul acestui fenomen „Academia de Științe din Paris”. Jean-Baptiste Reveillon livrează tapete colorate și sprijină financiar experimentul cu balonul. La data de 19 septembrie frații fac un experiment cu un balon care se înalță cu trei animale (un miel, o rață și un cocoș), în prezența regelui; animalele supraviețuiesc zborului cu balonul. Drept urmare, regele aprobă să se facă încercări și cu oameni. La 21 noiembrie 1783 balonul se înalță cu primii oameni, fizicianul Pilâtre de Rozier și ofițerul Marquis d'Arlandes. Zborul durează 25 de minute fără incidente. Se preconizase ca experimentele să se efectueze cu deținuți, dar din cauza protestelor s-a renunțat la această idee. Încercarea următoare, la 1 decembrie 1783, se va face cu un gaz mai ușor decât aerul, folosindu-se hidrogenul. Jacques Charles zboară astfel în Paris pe o distanță de 3 km. Primul zbor cu un om la bordul unui balon în afara Franței a avut loc lângă Milano la 25 februarie 1784. Joseph-Michel îmbunătățește balonul în anul 1796 prin folosirea ventilului descoperit de John Whitehurst în 1772.
Frații Montgolfier pun la punct o tehnologie de producere a unei hârtii transparente pentru confecționarea balonului. Ulterior au loc concursuri cu baloane.